# Ericeia acutangula
Ericeia acutangula är en fjärilsart som beskrevs av Walter Karl Johann Roepke 1932. Ericeia acutangula ingår i släktet Ericeia och familjen nattflyn. Inga underarter finns listade i Catalogue of Life.